# Serenata messicana
Serenata messicana (Honeymoon) è un film del 1947 diretto da William Keighley.

## Trama
La giovanissima Barbara Ohmstead arriva a Città del Messico per incontrare il fidanzato, il caporale Phil Vaughn di stanza a Panama. Ma il giovane non si presenta ad accoglierla e la ragazza viene a sapere al consolato che il volo di Phil è in ritardo.
Mentre Barbara va a cercare un albergo, al consolato arriva Phil che è riuscito a raggiungere in Messico imbarcandosi su un aereo militare. Il caporale confida a David Flanner, il vice console, di essere talmente innamorato di Barbara da volerla sposare nei due giorni di licenza che gli restano.
Intanto la ragazza, non trovando alcun alloggio, chiede l'aiuto di Flanner e poi gli sviene addirittura davanti, in preda ai morsi della fame per aver digiunato tanto a lungo e a causa dello stress. Flanner si intenerisce e porta Barbara al ristorante. Lì, dopo aver mangiato, i due ballano insieme ma sono visti da don Gaspar Mendoza. Questi, un signore dalle idee piuttosto ristrette, è anche il padre di Raquel, una giovane donna di cui Flanner è innamorato.
Non riuscendo a trovare una stanza, a Flanner viene l'idea di portare Barbara a Xochimilco, dove i due promessi sposi avevano prenotato l'albergo per passarvi la luna di miele. Lì, Barbara e David trascorrono la notte insieme. Il giorno dopo, i due giovani incontrano tutta una serie di problemi per rendere ufficiale il loro matrimonio: non ci sono i documenti, i funzionari parlano solo spagnolo, è necessario esibire un certificato medico e Barbara, infine, ha falsificato i suoi documenti alterando l'età: per potersi sposare, dovrebbe avere il permesso dei genitori.
Barbara, ancora una volta, ricorre a Flanner che si trova nella tenuta dei Mendoza con la fidanzata e alcuni politici statunitensi. Flanner promette nuovamente di aiutarla, ma tutta una serie di incidenti concorrono a rendere sempre più problematica la sua relazione con Rachel. Non ultimo, un colpo che mette KO Barbara e da cui la ragazza si risveglia innamorata follemente del diplomatico. Alla fine, tutto si aggiusta e Barbara ritorna dal fidanzato con cui riesce a sposarsi, mentre Flanner può dedicarsi finalmente alla fidanzata.

## Produzione
Il film fu prodotto dalla William Keighley Productions per la RKO Radio Pictures.

## Distribuzione
Distribuito dalla RKO Radio Pictures, uscì nelle sale cinematografiche USA il 17 maggio 1947. Il film venne distribuito internazionalmente: in Svezia prese il titolo Smekmånad i Mexico e uscì il 30 aprile 1948; in Finlandia il 6 agosto dello stesso anno tradotto in Kuherruskuukausi Meksikossa; in Portogallo (O Idílio Turbulento) il 21 settembre 1950.